# Dork Tower
Dork Tower – internetowy komiks w całości tworzony przez Johna Kovalica. Przedstawia wydarzenia z życia grupy fanatyków gier RPG (tzw. geeków) mieszkających w fikcyjnym mieście Mud Bay w stanie Wisconsin. Silną inspiracją do stworzenia tego miasta było rodzinne miasto autora, Madison. Obiektem satyry są głównie gry fabularne, komiksy, gry komputerowe oraz fandom. Historyjki pojawiły się po raz pierwszy w styczniu 1997 roku i ukazywały między innymi w magazynach Dragon, Shadis i Comic Shop News. Począwszy od 2000 roku zaczęły się ukazywać trzy razy w tygodniu, są także umieszczane w magazynie Pyramid. W formie papierowego komiksu (dwumiesięcznika), zawierającego dłuższe historie, Dork Tower pojawił się po raz pierwszy w 1998 roku. Od 32. odcinka ukazuje się w pełnym kolorze w miękkiej okładce.
Dork Tower zdobył nagrody Origins Award w 2000, 2001 i 2002 roku.

## Postacie
- Matt jest główną postacią komiksu; wiele z wątków dotyczy jego życia uczuciowego. Zwykle występuje w roli mistrza gry, gdy grają z kolegami w gry fabularne; jego ulubionym systemem jest Warhamster (z ang. Chomik Wojenny, parodia Warhammera). Mimo iż kocha się w Gilly, jego dziewczyną jest obecnie Kayleight. Pracuje jako grafik, w wolnym czasie tworzy też własny komiks o tytule That Grrl. Główna postać That Grrl bardzo przypomina Gilly.
- Ken jest najbardziej odpowiedzialną osobą z całej grupy. Uwielbia gry bitewne i wciela się w postać kapłana w czasie gry w RPG. Chodzi z Sujatą, współlokatorką Kayleigh. Jest najlepszym przyjacielem Matta od czasów dzieciństwa.
- Igor jest w zasadzie wesołym przerywnikiem. Podobnie jak Ken jest przyjacielem Matta z dzieciństwa. W czasie gry Igor często podejmuje nierozważne decyzje doprowadzające do śmierci drużyny. Lubi także LARP-y – najczęściej grywa wraz z gotami w Vampire: The Groveling (ang. Wampir: Podlizywanie, parodia Wampir: Maskarada). Nienawidzi Kayleigh i chciałby zeswatać Matta z Gilly. Jest obsesyjnym kolekcjonerem i rozrzutnikiem; jego ulubiony okrzyk "It must be mine!" (ang. Muszę to mieć!) połączony z dźwiękiem rzucanych pieniędzy stał się najbardziej znanym sloganem serii.
- Carson jest piżmakiem. Jest bardzo kapryśny i regularnie zmienia swoje zainteresowania. Tak jak Igor słynie z bezmyślnych decyzji w czasie gier RPG. Carson wykonuje różne poniżające zawody by móc płacić za swoje zainteresowania, do których należy między innymi paranoiczne kolekcjonowanie komiksów. Jest także bohaterem innego komiksu Johna Kovalica – Wild Life.
- Bill Blyden jest właścicielem i kierownikiem sklepu Pegasaurus Games, w którym kupują wszystkie postacie. Historyjki publikowane w magazynie Dragon skupiają się na jego osobie. Jego żoną jest Stacy a jedyną pracowniczką Leslie. Pegasaurus, tak jak Bill i Leslie, jest silnie inspirowany prawdziwym sklepem Pegasus Games w Madison.
- Gilly the Perky Goth (ang. Gilly Radosna Gotka) bardzo lubi LARP-y (tam właśnie spotkała Igora). Matt zobaczył ją niegdyś na imprezie i od razu się w niej zauroczył, nie spotkał jej jednak aż do momentu, w którym Igor zaprosił ją do ich RPGowej grupy. Gilly uwielbia słodkie i miłe rzeczy, czym wzbudza wstręt swojego brata Waldena. Niedawno przeniosła się do szkoły w Londynie.
- Walden jest gotem, starszym bratem Gilly. Jest przywódcą gotów-graczy w Mud Bay i często musi przyjmować upokarzające decyzje o wykopaniu ich LARPującej grupy z miejsc, w których chcą grać (niedawno skończyli na cmentarzu dla zwierząt).
- Kayleigh to była dziewczyna Matta. Znali się od dzieciństwa i chodzili ze sobą w college’u. Niedawno znów do siebie wrócili (ku obrzydzeniu przyjaciół Matta) i kolejny raz zerwali. Kayleigh patrzy z góry na wszystkie zainteresowania Matta (poza Buffy: Postrach wampirów), mimo iż jest doskonałym graczem w RPG. Kayleigh jest reporterem lokalnej gazety.
- Maxwell i Claire także najczęściej pojawiają się w magazynie Dragon. Niewiele o nich wiadomo, poza tym, iż są małżeństwem i lubią grać w gry fabularne, mimo iż ich różne podejścia do hobby często doprowadzają do kłótni. Maxwell także jest zadurzony w Gilly, co doprowadza do wielu nieporozumień.

## Zbiory komiksów
1. Dork Covenant (numery 1-6)
2. Dork Shadows (numery 7-12)
3. Heart of Dorkness (numery 13-17)
4. Livin' La Vida Dorka (kolekcja historyjek z Interactive Week, Gamespy.com, Pyramid Online i Scrye)
5. Understanding Gamers (numer 18, LOTR Special, historyjki z dorktower.com, Dragon Magazine, Scrye magazine i Games Magazine)
6. 1d6 Degrees of Separation (numery 19-24)
7. Dork Side of the Goon (numery 25-29)
8. Go, Dork, Go! (historyjki z Dork Tower Clicky Special, kolekcja historyjek ze strony, Dragon Magazine, Comic Buyer's Guide i Scrye Magazine)
9. Dork Decade (kolekcja najlepszych Dork Tower z ostatnich dziesięciu lat)
10. The Tao of Igor (numery 30-35?)